# BK Jimki
El Club de Baloncesto Jimki (oficialmente en ruso: Баскетбольный клуб Химки, Basketbolny Klub Jimki; muchas veces escrito con la transliteración inglesa BC Khimki) es un equipo ruso de baloncesto profesional de la ciudad de Jimki, perteneciente al óblast de Moscú, que actualmente milita en la VTB United League. Disputa sus partidos en el Basketball Center of Moscow Region, con capacidad para 6500 espectadores.

## Historia
El equipo fue fundado el 5 de enero de 1997 y en su primera temporada se proclamó campeón de su región, lo que le permitió luchar y conseguir una plaza para la siguiente edición de la Superliga rusa.
La temporada siguiente el club acabó entre los diez mejores de la Superliga, lo que le dio el derecho a participar en la siguiente edición de la Copa Korac, siendo la primera de sus participaciones en competiciones europeas. En los años siguientes, el club ocupó los puestos de mitad de la tabla de la Superliga de su país hasta que en la temporada 2002-03 su brillante juego les llevó a finalizar cuartos en dicha competición.
A partir de entonces, el club invirtió una gran cantidad de dinero en fichar a jugadores de reconocido prestigio internacional tales como Gianmarco Pozzecco, Óscar Torres o Rubén Wolkowyski. Ello les llevó a dar un salto cualitativo que culminó con la disputa de la final de la Eurocopa del 2006 ante el Joventut de Badalona, en la que cayeron derrotados por 88-63.
En la temporada 2007-2008, el club se hizo con su primer título oficial al proclamarse campeón de la Copa de baloncesto de Rusia.
En la actualidad el Jimki BC está intentando convertirse en uno de los clubes más importantes no solo de Rusia sino de toda Europa, para lo que está invirtiendo cantidades enormes de dinero en confeccionar una plantilla con la que poder optar a ganar todas las competiciones en las que participa fichando para ello a jugadores con roles importantes en la NBA como los internacionales por Argentina y España: Carlos Delfino y Jorge Garbajosa. 
Desde diciembre de 2008 a diciembre de 2010 Sergio Scariolo fue el entrenador del equipo.

## Temporada a temporada
| Temporada | Nivel | División      | Pos. | Copa de Rusia    | Competiciones europeas | Competiciones europeas | Otras competiciones | Otras competiciones |
| --------- | ----- | ------------- | ---- | ---------------- | ---------------------- | ---------------------- | ------------------- | ------------------- |
| 2001–02   | 1     | Superleague A | 8.º  |                  |                        |                        |                     |                     |
| 2002–03   | 1     | Superleague A | 4.º  | Semifinalista    |                        |                        |                     |                     |
| 2003–04   | 1     | Superleague A | 5.º  | 4.º puesto       |                        |                        |                     |                     |
| 2004–05   | 1     | Superleague A | 4.º  | 4.º puesto       | 3 FIBA Europe League   | 3rd                    |                     |                     |
| 2005–06   | 1     | Superleague A | 2.º  | Finalista        | 3 FIBA EuroCup         | RU                     |                     |                     |
| 2006–07   | 1     | Superleague A | 3.º  |                  | 2 ULEB Cup             | T16                    |                     |                     |
| 2007–08   | 1     | Superleague A | 2.º  | Campeón          | 2 ULEB Cup             | T16                    |                     |                     |
| 2008–09   | 1     | Superleague A | 2.º  |                  | 2 Eurocup              | RU                     | United League       | RU                  |
| 2009–10   | 1     | Superleague A | 2.º  | 4.º puesto       | 1 Euroleague           | T16                    | United League       | 4.º                 |
| 2010–11   | 1     | PBL           | 2.º  |                  | 1 Euroleague           | RS                     | United League       | C                   |
| 2011–12   | 1     | PBL           | 2.º  |                  | 2 Eurocup              | C                      | United League       | QF                  |
| 2012–13   | 1     | PBL           | 2.º  |                  | 1 Euroleague           | T16                    | United League       | 4.º                 |
| 2013–14   | 1     | United League | 5.º  | Semifinalista    | 2 Eurocup              | T16                    |                     |                     |
| 2014–15   | 1     | United League | 2.º  | Cuaeros de final | 2 Eurocup              | C                      |                     |                     |
| 2015–16   | 1     | United League | 4.º  |                  | 1 Euroleague           | T16                    |                     |                     |
| 2016–17   | 1     | United League | 2.º  | Top 16           | 2 EuroCup              | QF                     |                     |                     |
| 2017–18   | 1     | United League | 2.º  |                  | 1 EuroLeague           | QF                     |                     |                     |
| 2018–19   | 1     | United League | 2.º  |                  | 1 EuroLeague           | RS                     |                     |                     |

1. ↑  En 2013, la VTB United League reemplazó a la PBL como primer nivel del balocnesto ruso

## Palmarés
- PBL
  - Subcampeón: 2006, 2008, 2009, 2010, 2011, 2012, 2013

- Copa de baloncesto de Rusia
  - Campeón: 2008
  - Subcampeón: 2006

- VTB United League
  - Campeón: 2011
  - Subcampeón: 2009, 2015

- Eurocup
  - Campeón: 2012, 2015
  - Subcampeón: 2009

- Eurochallenge
  - Subcampeón: 2006

## Jugadores destacados
| - Matt Nielsen - Milton Palacio - Vladimir Veremeenko - Krešimir Lončar - Marko Popović - Carlos Cabezas - Víctor Claver - Jorge Garbajosa - Raül López - Petteri Koponen - Teemu Rannikko - Mickaël Gelabale - Joffrey Lauvergne - Jérôme Moïso - Ademola Okulaja - Lazaros Papadopoulos - Gianmarco Pozzecco - Paulius Jankūnas - Robertas Javtokas - Marijonas Petravičius - Marko Todorović - Benjamin Eze - Aleksandr Dedushkin | - Fedor Dmitriev - Vladimir Dyachok - Vitaly Fridzon - Petr Gubanov - Vasily Karasev - Sergei Karaulov - Dmitri Jvostov - Oleg Meleshchenko - Serguéi Monia - Nikita Morgunov - Timofey Mozgov - Vitali Nósov - Alexander Petrenko - Pavel Podkolzin - Anton Ponkrashov - Aleksey Savrasenko - Nikita Shabalkin - Alexey Shved - Egor Vyaltsev - Boris Gorenc - Jeff Adrien - James Augustine - Melvin Booker | - Paul Davis - Austin Daye - Daniel Ewing - Gerald Fitch - Mike Green - Tyler Honeycutt - Ricky Minard - Chris Quinn - Clay Tucker - Óscar Torres - Carlos Delfino - Rubén Wolkowyski - Ratko Varda - Zoran Planinić - Maciej Lampe - K. C. Rivers - Pat Burke - Mike Wilkinson - Tyrese Rice - Thomas Kelati - Travis Hansen - Kelly McCarty - Keith Langford |